# ASAP Rescue
ASAP Rescue (АСАП РЕСКЮ) — це офіційно зареєстрована громадська організація, що займається проведенням рятувальних операцій та участі в них під час катастроф, катаклізмів та небезпечних для людей ситуацій. В організації працює більше 200 волонтерів.
Засновник та керівник ГО «ASAP RESCUE» і благодійного фонду «АСАП ЕМС ХОТТАБИЧ» (фонд фінансує та реалізовує організаційні процеси «ASAP RESCUE»)— Ілля Лисенко, «Хоттабич». Начальник Штабу тактичної медичної евакуації в зоні АТО — Дмитро Козярський, «Дуглас». 
Організацію задіяно для евакуації та медичної допомоги постраждалим в АТО, а також для інших гуманітарних завдань в ході проведення АТО.
Евакуація поранених здійснюється за допомогою спеціалізованих медичних платформ. Силами парамедиків поранених, скалічених або хворих транспортують з місця поранення до медичних установ.

## Історія
Історія організації бере початок на старті добровольчого руху.

### Квітень 2014
Перший добровольчий екіпаж в зоні АТО на Слов'янському напрямку. Екіпаж надавав медичну, евакуаційну, а також іншу гуманітарну допомогу військовим підрозділам в зоні дії блокпостів населених пунктів Билбасівки, Слов'янська, Райгородки, Лиману та об'єкта «Карачун».

### Липень 2014
Перший екіпаж «Хоттабич» під брендом «ЕМС RESCUE» забезпечував евакуаційну підтримку 25 Окремій повітряно-десантній бригаді і підрозділам Національної гвардії України в ході боїв за Дебальцеве, Вуглегірськ, Шахтарськ. Екіпаж надавав медичну, евакуаційну, а також іншу гуманітарну допомогу військовим підрозділам в зоні дії блокпостів населених пунктів Золоте, Попасна, Дебальцеве, Вуглегірськ.

### Вересень 2014
Відбулося об'єднання декількох волонтерських і добровольчих медичних екіпажів в групу «EMC ASAP RESCUE», яка забезпечувала підтримку підрозділам ЗСУ і Національної гвардії України. Екіпажі надавали медичну, евакуаційну, а також іншу гуманітарну допомогу військовим підрозділам в зоні дії блокпостів населених пунктів Золоте, Попасна, Дебальцеве, Вуглегірськ, Авдіївка, Водяне, Піски.

### 4 листопада 2014
Реєстрація БО "БФ АСАП ЕМС «ХОТТАБИЧ» як фінансово-координаційного центру проведення рятувальних операцій в зоні АТО ресурсами волонтерської груи екіпажів реанімобілів.

### 2015 рік
Офіційна реєстрація ГО «ASAP RESCUE». Добровольцями на реанімобілях було проведено більше 9000 виїздів для надання медичної і евакуаційної допомоги. Екіпажі волонтерів на реанімобілях взаємодіють із ЗСУ та забезпечують підтримку на території, що становить 30 % фронту.
Екіпажі задіяні на напрямках: Широкине-Чермалик, Піски-Авдіївка-Торецьк-Майорськ-Зайцеве, Світлодарськ-Троїцьке.

## Про організацію

### Цілі
- зведення смертності до мінімуму;
- підвищення боєздатності;
- підйом бойового духу;
- медична допомога під час евакуації;
- економія сил і засобів мед.служби.

### Завдання
- скорочення часу транспортування потерпілого до місця надання медичної допомоги;
- надання медичної допомоги під час транспортування;
- глобальне планування та логістичне управління транспортом і персоналом;
- впровадження сучасних каналів зв'язку і системи автоматизованого управління евакуацією;
- профілактична консультаційна фельдшерська служба першої допомоги цивільному населенню зони АТО;
- зв'язок із системою охорони здоров'я Міністерства оборони України.

Організація дотримується міжнародних принципів в наданні першої долікарської допомоги та транспортування постраждалих.
1. Раннє виявлення — знайти інцидент і оцінити проблему.
2. Доступна комунікація — відкриті канали зв'язку для виклику швидкої допомоги.
3. Швидка реакція — негайний виїзд рятувальників на місце події.
4. Кваліфікована робота на місці події — екстрене медичне обслуговування забезпечує належні і своєчасні заходи для лікування пацієнта на місці події, не завдаючи ще більшої шкоди.
5. Надання необхідної медичної допомоги в дорозі.
6. Передача пацієнта до лікувального закладу для надання необхідної медичної допомоги.

### Робота з Міноборони України
Багаторічний успіх EMC «ASAP RESCUE» базується на міцному фундаменті системної роботи з Медичним Департаментом ЗСУ, високоефективній взаємодії з госпіталями і військовими підрозділами, що знаходяться в зоні відповідальності екіпажів, а також організацією сучасних каналів зв'язку, високоефективної логістики, завчасної технічної і технологічної підготовки екіпажів рятувальників.
З березня 2016 до серпня 2017 року організацією було вивезено 875 поранених військовослужбовців ЗСУ та 886 соматичних хворих, 229 військовослужбовців перевезено між госпіталями. Послугами фахівців скористалися 4400 цивільних осіб (3627 — профілактичне обстеження, 48 — виїзди швидкої допомоги, 157 — евакуація реанімобілем в лікарні Донецької обл.)

## Напрямки діяльності

### Воєнна місія
- Організація управління медичною евакуацією в сектрі «Д»;
- Міжгоспітальне перевезення військовослужбовців;
- Регіональне перевезення цивільних в/із зони проведення АТО;

- Організація і управління технічного обслуговування автотранспортної техніки;
- Евакуація з точок евакуації (300/травма/200);
- Перевезення з ЦРЛ в госпіталь;
- Перевезення соматиків/до стоматолога;
- Банно-пральне обслуговування;
- Амбулаторний прийом військовослужбовців;
- Амбулаторний прийом цивільних («сіра» зона);
- Евакуація цивільних із «сірої» зони;
- Виїзд «швидкої» (до цивільних);
- Робота з військовою комендатурою.

### Цивільна місія
- «Юні Леді та Джентльмени Бахмута» — освітньо-виховний проєкт для дітей Бахмутської загальноосвітньої школи-інтернату І-ІІ ступенів № 1, що має за мету сприяти всебічному розвитку і становленню особистості майбутнього покоління молодих патріотів України.

Координатор проєкту — Вікторія Шуміловська.
Проєкт ставить за мету:
1. Формування патріотичних якостей і особистості, заснованих на загальнолюдських і культурних цінностях;
2. Розвиток потреби вести здоровий спосіб життя;
3. Виховувати позитивне ставлення до праці і громадської діяльності;
4. Створення умов для самореалізації, розкриття і розвитку творчих здібностей і можливостей особистості.

- Повноцінна служба порятунку на Закарпатті (на етапі реалізації);
- Медіапроєкт
  1. fm-радіо в зоні проведення АТО;
  2. онлайн-радіо;
  3. студія-виробник;
  4. інформаційні інтернет-ресурси.